# Bolsa de Valores de Ghana
La Bolsa de Valores de Ghana (en inglés: Ghana Stock Exchange) (GSE) es una bolsa de valores de Ghana con sede en Acra.

## Historia
Desde su creación, las acciones que cotizan en la GSE se han incluido en el índice principal, el GSE All-Share Index. En 1993, el GSE fue el sexto índice bursátil de mercado emergente con mejor desempeño, con una apreciación de capital del 116%. En 1994, fue el índice bursátil de mejor rendimiento de todos los mercados emergentes, con un aumento del 124,3%. En 1995, el crecimiento del índice fue del 6,3%, debido en parte a la alta inflación y a las altas tasas de interés.
El crecimiento del índice en 1997 fue del 42% y a finales de 1998 fue del 868,35 (véase la Revisión de 1998 para más información). En octubre de 2006, la capitalización de mercado de la Bolsa de Valores de Ghana era de aproximadamente 111,5 billones de cedis (11.500 millones de dólares). Al 31 de diciembre de 2007, la capitalización de mercado de la GSE era de 131.633 billones de cedis. En 2007, el índice aumentó un 31,84%.
Los sectores manufacturero y cervecero dominan actualmente el mercado de valores. El sector bancario ocupa el tercer lugar, mientras que las otras empresas cotizadas pertenecen a los sectores de seguros, minería y petróleo. La mayoría de las empresas que cotizan en la GSE son ghanesas, pero también hay algunas multinacionales.
Si bien los inversores no residentes pueden negociar valores cotizados sin autorización previa de las autoridades de control de cambios, se aplican ciertas restricciones a los inversores de cartera no residentes en Ghana. Los límites actuales aplicables a todo tipo de tenencias de inversores no residentes (ya sean institucionales o individuales) son los siguientes: un único inversor (es decir, un inversor no ghanés residente en el extranjero) puede poseer hasta el 10 % de cada acción. En segundo lugar, por cada acción, los inversores extranjeros pueden poseer hasta el 74% del capital (en circunstancias especiales, este límite puede eliminarse). Estos límites también excluyen la negociación de acciones de Ashanti Goldfields. Estas restricciones fueron abolidas por la Ley de Cambio Exterior de 2006 (Ley 723).
Se aplica una retención de impuestos del 8% a los ingresos por dividendos para todos los inversores. Las ganancias de capital sobre valores cotizados permanecerán exentas de impuestos hasta 2015. Esta exención se aplica a todos los inversores. No existen regulaciones de control de cambios respecto de la transferencia de capital de inversión inicial, ganancias de capital, dividendos, pagos de intereses, rendimientos y otros ingresos relacionados.
La negociación de acciones de Atlantic Lithium en la Bolsa de Valores de Ghana (GSE) empezó, lo que marca un punto de inflexión en las prácticas mineras en Ghana. Atlantic Lithium, que supervisa el proyecto de litio Ewoyaa en la Región Central, cotizó oficialmente en la Bolsa de Valores de Ghana el lunes 13 de mayo de 2024, ofreciendo acciones por valor de 649.669.053 cedis.